# Octospora humosa
Octospora humosa är en svampart som först beskrevs av Elias Fries, och fick sitt nu gällande namn av Dennis 1960. Octospora humosa ingår i släktet Octospora och familjen Pyronemataceae.  Arten är reproducerande i Sverige. Inga underarter finns listade i Catalogue of Life.